# Шуруп

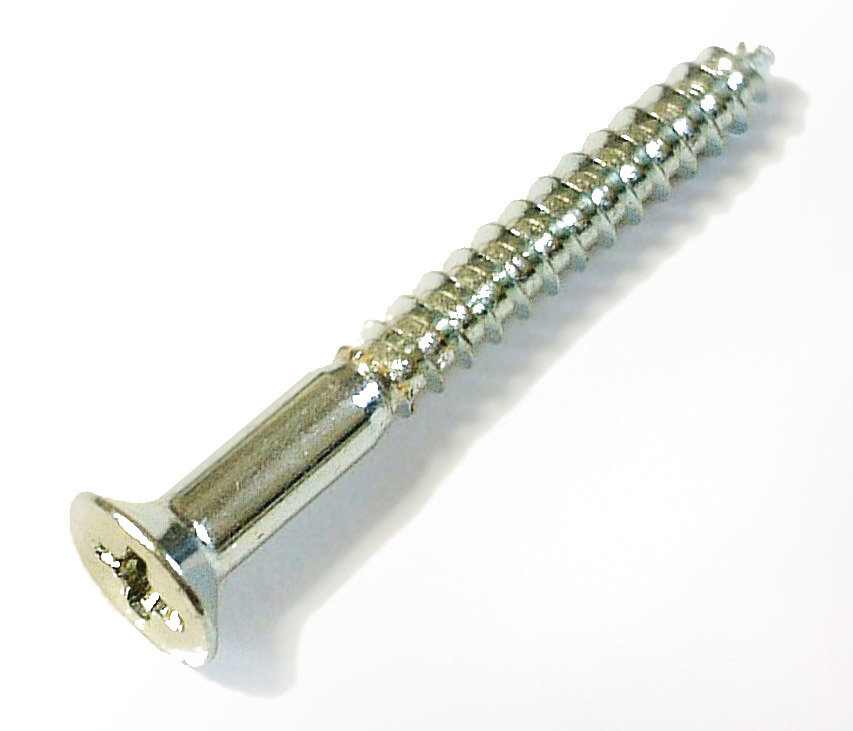
Шуруп с потайной головкой 3-го исполнения (с крестообразным шлицем частично нарезанный), диаметром 4 мм и длиной 40 мм, с цинковым покрытием толщиной 6 мкм, нанесенным способом катодного восстановления, хроматированным.
Обозначение по ГОСТ:
Шуруп 3 — 4 х 40.016 ГОСТ 1145—80

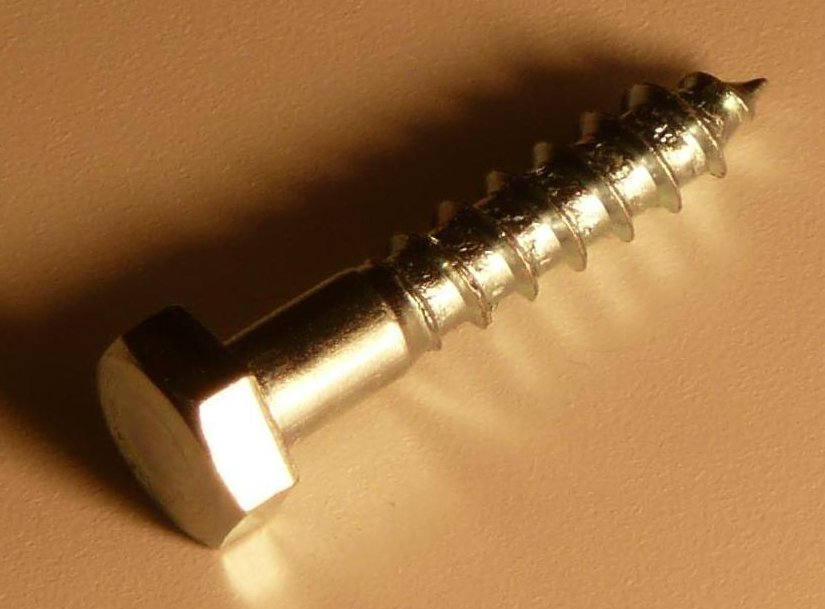
Шуруп с шестигранной головкой (глухарь)

Шуру́п (от нем. Schraube — «винт, болт» < лат. scrobis — «яма, влагалище») — крепёжное изделие в форме стержня с наружной специальной резьбой, резьбовым коническим концом и головкой на другом конце, предназначенное для соединения с мягкими материалами (деревом, пластмассой) путём образования резьбы в отверстии соединяемого изделия. Специальная резьба имеет треугольный заострённый профиль и бо́льшую ширину впадины по сравнению с шириной зуба.

## История производства
Самые первые шурупы изготавливались вручную с помощью напильников, зубил, долот и других подобных режущих инструментов, следы обработки от которых можно легко обнаружить, отметив неравномерное расстояние между нитями и нерегулярную форму резьбы, а также риски от напильника на головке шурупа и в области между нитями резьбы. Многие из старинных шурупов имели, в отличие от современных шурупов по дереву, тупой конец, то есть, у первых шурупов отсутствовало острое коническое остриё. 

Шуруп с коническими стержнем и резьбой

С помощью режущих штампов шурупы для дерева начали изготавливать еще в конце 1700-х годов (возможно, даже до 1678 года, когда впервые опубликовано была книга с описанием такого способа производства шурупов). В конце концов, для производства шурупов по дереву стали использоваться токарные станки; причем самый ранний патент на такой метод производства шурупов был зарегистрирован в Англии в 1760 году.
В 1850-х годах были разработаны инструменты для обжатия, обеспечивающие более равномерную и регулярную резьбу. Шурупы, изготовленные с помощью этих инструментов, имеют закругленные впадины с острой и грубой резьбой.
С широким распространением токарно-винторезных станков большинство коммерчески доступных шурупов стало производиться именно на них. Причём такие шурупы почти всегда имели коническую форму, и даже, если конический стержень не заметен, их легко можно различить, по резьбе, которая не выходит за пределы диаметра гладкой части стержня. Такие шурупы лучше всего было устанавливать после просверливания направляющего отверстия коническим сверлом.
Большинство современных шурупов по дереву, за исключением латунных, изготавливаются на резьбонакатных станках. Эти винты имеют постоянный диаметр и резьбу большего диаметра, чем хвостовик, и более прочны, поскольку в процессе накатки не разрезается зерно металла.

## Классификация
Классификация шурупов определяется параметрами основных конструкционных элементов

### Конструкционные элементы

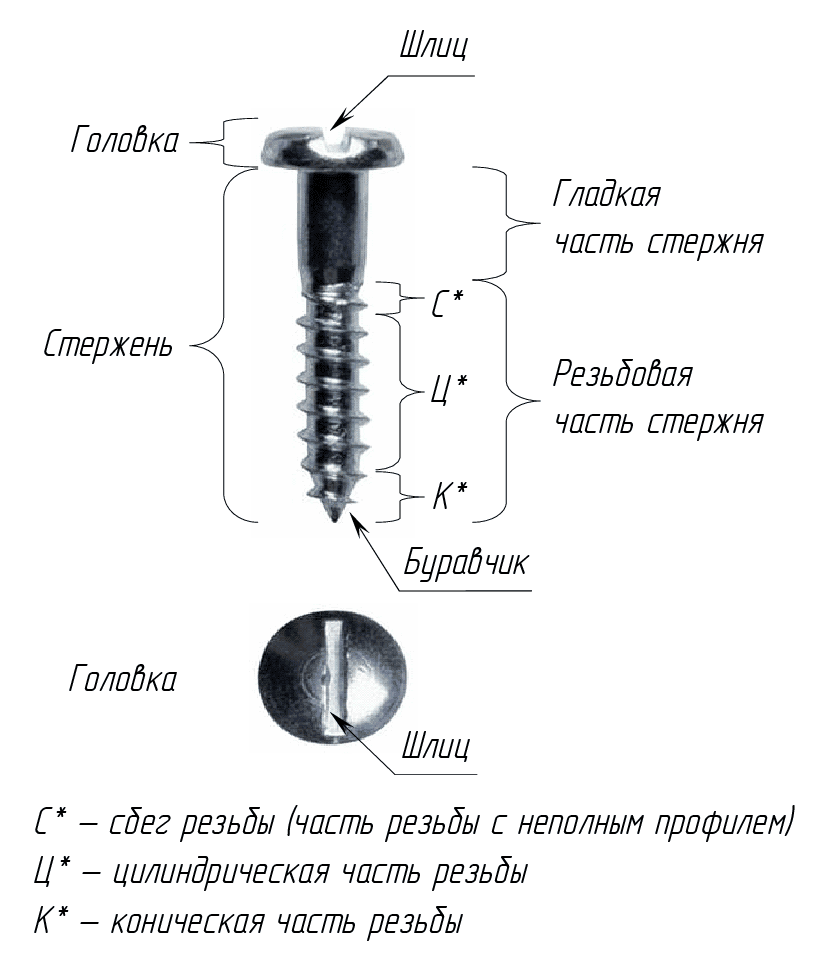
Конструкционные элементы шурупа

Шуруп состоит из двух основных частей: головки и стержня. Головка, в свою очередь, имеет шлиц, а стержень имеет резьбовую часть и буравчик; также стержень может иметь гладкую (ненарезную) часть.
- головка — часть шурупа, применяющаяся передачи крутящего момента и (или) для создания опоры[4].
  - шлиц — углубления специальной формы, создаваемые в торце головки шурупа[4]

- стержень — часть шурупа, которая непосредственно входит в отверстия соединяемых изделий или ввёртывается в материал одного из изделий.
  - стержень шурупа в свою очередь может состоять из гладкой и резьбовой части и иметь буравчик:
    - резьбовая часть шурупов изготовляется цилиндрической (Ц) и конической (К), на одном конце может иметь имеет сбег (С), а на другом заостренную часть (буравчик)
    - буравчик[4] — резьбовой конической конец шурупа, служащий для нарезания резьбы в отверстии деревянного или пластмассового изделия при образовании соединения

### Классификация по головкам
- Потайная
- Полупотайная
- Полукруглая

Потайная головка

- Шестигранная. Шестигранными головками обладают шурупы значительных размеров или применяемые для закручивания в металлическую основу; их задача — передача значительных крутящих моментов.
- Квадратная
- Рожковые головки крепежей хорошо зарекомендовали себя при креплении гипсокартонных плит, так как они гарантируют легкое и быстрое заглубление самореза. Благодаря этому нет необходимости в предварительной раззенковке.
- Шурупы с шайбой EPDM конической формы, оснащенной резиновой прокладкой, применяется для герметизации стыков, особенно при закреплении кровли.
- Также есть условно относимые к шурупам крепежи с шурупной резьбой, но без головок; шлицы у таких крепежей находятся в торце стержня.

### Классификация по шлицам
Шлицы выполняют функцию передачи образующегося крутящего момента к шурупу от инструмента. Разновидности шлицев шурупов делятся на основные, комбинированные и особые. Основные — это квадратный, крестообразный (Phillips и Pozidriv), прямой, Torx, шестигранник (наружный или внутренний). Комбинированные обычно состоят из двух типов, а особые отличаются большим многообразием.
Дополнительная классификация шлицев шурупов основного типа проводится еще и по размеру. В итоге все шурупы представляют собой стандартизованный и пронумерованный перечень, каждое изделие в котором имеет своё наименование. Благодаря такому разнообразию создается большой перечень вариантов исполнения шлицев.

### Классификация по резьбе
Шурупы также разделяются на категории по типу резьбы стержня, при этом подразделение идёт по диаметру резьбы, числу заходов, шагу резьбы и, наконец, по величине угла, образуемого при вершине профиля. Чем меньше данный угол, тем проще закрутить шуруп и сформировать резьбу в отверстии.
Шурупы классического типа, изготавливаемые в России по ГОСТ 1144—80 Шурупы с полукруглой головкой и ГОСТ 1145—80 Шурупы с потайной головкой, имеют угол при вершине, равный или менее 40°, у черных саморезов для гипсокартона он составляет 26—28°, у универсальных изделий — 20—30°. По мере снижения угла внедрение стержня шурупа в материал происходит значительно легче, а самонарезающие качества шурупа возрастают.
Для еще большего усиления данных качеств используются саморезы со сверлом на конце, создающие перед нарезанием резьбы в материале отверстие, облегчающее завинчивание.

## Параметры шурупов
Основными размерными параметрами шурупов являются:
- главные

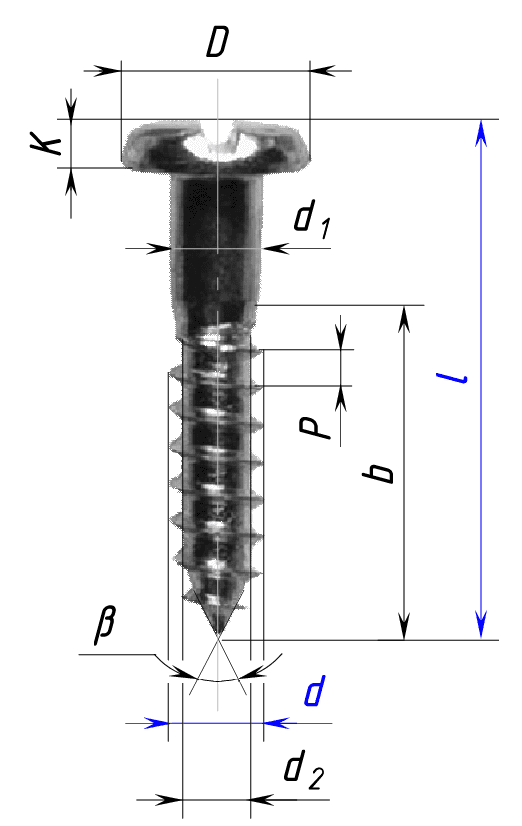
Основные параметры шурупа

  - d — диаметр шурупа (внешний диаметр резьбы)
  - l — длина шурупа (полная длина, включая высоту головки)
- дополнительные
  - D — диаметр головки
  - K — высота головки
  - d1 — диаметр стержня
  - d2 — внутренний диаметр резьбы
  - b — длина резьбы
  - P — шаг резьбы
  - β — угол конуса у буравчика

Кроме того, отдельными размерными параметрами шурупа могут быть размеры шлицев, геометрические особенности и размеры резьб, формы и размеры перехода между стержнем и головкой (радиусы, фаски), размеры прочих элементов (пресс-шайб, зенковочных зубьев головки, стружечных пазух и т. д.)

### Размеры
Основные размеры шурупов, производимых по ГОСТ 1144—80, ГОСТ 1145—80, ГОСТ 1146—80:
| Диаметр резьбы, d                                         | мм    | 1,6  | 2   | 2,5  | 3    | 3,5  | 4    | 5   | 6    | 8    | 10   |
| Внутренний диаметр резьбы d2, не более                    | мм    | 1,1  | 1,4 | 1,7  | 2,1  | 2,4  | 2,8  | 3,5 | 4,2  | 5,6  | 7    |
| Шаг резьбы P (пред. откл. ±0,2P)                          | мм    | 0,8  | 1   | 1,25 | 1,25 | 1,5  | 1,75 | 2   | 2,5  | 3,5  | 4,5  |
| Высота головки К, не более (для потайных по ГОСТ 1145—80) | мм    | 0,96 | 1,2 | 1,5  | 1,65 | 1,93 | 2,2  | 2,5 | 3    | 4    | 5    |
| Диаметр головки, D (для потайных по ГОСТ 1145—80)         | мм    | 3,0  | 3,8 | 4,7  | 5,6  | 6,5  | 7,4  | 9,2 | 11,0 | 14,5 | 18,0 |
| Ширина прямого шлица                                      | мм    | 0,4  | 0,5 | 0,6  | 0,8  | 0,8  | 1    | 1,2 | 1,6  | 2    | 2,5  |
| Размер крестообразного шлица                              | номер | -    | 0   | 1    | 1    | 2    | 2    | 2   | 3    | 3    | 4    |

Основные размеры шурупов, производимых по DIN 7998 и ГОСТ 11473—75:
| Диаметр резьбы, d                                          | мм    | 1,6 | 2   | 2,5 | 3    | 3,5 | 4   | 4,5 | 5   | (5,5) | 6   | (7) | 8   | 10    | 12    | 16 | 20 |
| Внутренний диаметр резьбы d2, не более                     | мм    | 1,1 | 1,4 | 1,7 | 2,1  | 2,4 | 2,8 | 3,1 | 3,5 | 3,8   | 4,2 | 4,9 | 5,6 | 7     | 9     | 12 | 15 |
| Шаг резьбы P (пред. откл. ±0,1P/±0,2P)                     | мм    | 0,7 | 0,9 | 1,1 | 1,35 | 1,6 | 1,8 | 2   | 2,2 | 2,4   | 2,6 | 3,2 | 3,6 | 4,5   | 5     | 6  | 7  |
| Ширина прямого шлица                                       | мм    | 0,4 | 0,5 | 0,6 | 0,8  | 0,8 | 1   | 1   | 1,2 | 1,2   | 1,6 | 2   | 2   | 2,5   | -     | -  | -  |
| Размер крестообразного шлица                               | номер | -   | 0   | 1   | 1    | 2   | 2   | 2   | 2   | 3     | 3   | 3   | 3   | 4     | -     | -  | -  |
| Размер под ключ S, DIN/ГОСТ                                | мм    | -   | -   | -   | -    | -   | 7   | -   | 8   | -     | 10  | 12  | 13  | 17/16 | 19/18 | 24 | 30 |
| Размеры, заключённые в скобки, применять не рекомендуется. |       |     |     |     |      |     |     |     |     |       |     |     |     |       |       |    |    |

Основные размеры шурупов, производимых по ANSI B18.6.1-1981:
| Размер резьбы                  | #          | 0     | 1     | 2     | 3     | 4     | 5     | 6     | 7     | 8     | 9     | 10    | 12    | 14    | 16    | 18    | 20    | 24    |
| Диаметр резьбы d               | дюйм       | 0,060 | 0,073 | 0,086 | 0,099 | 0,112 | 0,125 | 0,138 | 0,151 | 0,164 | 0,177 | 0,190 | 0,216 | 0,242 | 0,268 | 0,294 | 0,320 | 0,372 |
| Диаметр резьбы d               | мм         | 1,52  | 1,85  | 2,18  | 2,51  | 2,84  | 3,18  | 3,51  | 3,84  | 4,17  | 4,5   | 4,83  | 5,49  | 6,15  | 6,81  | 7,47  | 8,13  | 9,45  |
| Шаг резьбы P                   | ниток/дюйм | 32    | 28    | 26    | 24    | 22    | 20    | 18    | 16    | 15    | 14    | 13    | 11    | 10    | 9     | 8     | 8     | 7     |
| Шаг резьбы P                   | мм         | 0,79  | 0,91  | 0,98  | 1,06  | 1,15  | 1,27  | 1,41  | 1,59  | 1,69  | 1,81  | 1,95  | 2,31  | 2,54  | 2,82  | 3,18  | 3,18  | 3,63  |
| Ширина прямого шлица, не менее | дюйм       | 0,016 | 0,019 | 0,023 | 0,027 | 0,031 | 0,035 | 0,039 | 0,039 | 0,045 | 0,045 | 0,05  | 0,056 | 0,064 | 0,064 | 0,072 | 0,072 | 0,081 |
| Ширина прямого шлица, не менее | мм         | 0,41  | 0,48  | 0,58  | 0,69  | 0,79  | 0,89  | 0,99  | 0,99  | 1,14  | 1,14  | 1,27  | 1,42  | 1,63  | 1,63  | 1,83  | 1,83  | 2,06  |
| Ширина прямого шлица, не более | дюйм       | 0,023 | 0,026 | 0,031 | 0,035 | 0,039 | 0,043 | 0,048 | 0,048 | 0,054 | 0,054 | 0,06  | 0,067 | 0,075 | 0,075 | 0,084 | 0,084 | 0,094 |
| Ширина прямого шлица, не более | мм         | 0,58  | 0,66  | 0,79  | 0,89  | 0,99  | 1,09  | 1,22  | 1,22  | 1,37  | 1,37  | 1,52  | 1,7   | 1,91  | 1,91  | 2,13  | 2,13  | 2,39  |
| Размер крестообразного шлица   | номер      | 0     | 0     | 1     | 1     | 1     | 2     | 2     | 2     | 2     | 2     | 3     | 3     | 3     | 3     | 4     | 4     | 4     |

Диаметр шурупа как правило составляет от 1,6 мм до 10 мм при длине от 7 мм до 100 мм. Размер под ключ для шестигранных головок может составлять от 3,2 мм до 13 мм.
Параметры наиболее встречаемых образцов:
- Диаметр 2 мм, длина стержня 7—16 мм высота головки 1,4 мм;
- Диаметр 4 мм, длина стержня 13—60 мм высота головки 2,8 мм;
- Диаметр 5 мм, длина стержня 13—70 мм высота головки 3,5 мм[9].

### Масса
Масса шурупов является условной величиной, зависящей от материала изготовления и точности исполнения. Считается данная величина как правило в 1000 шт.
Масса типовых изделий:
- Диаметр 2 мм, длина стержня 10 мм: вес 1000 шт — 0,20 кг;
- Диаметр 2,5 мм, длина стержня 20 мм: вес 1000 шт — 0,60 кг;
- Диаметр 3 мм, длина стержня 25 мм: вес 1000 шт — 1,08 кг;
- Диаметр 3,5 мм, длина стержня 30 мм: вес 1000 шт — 1,75 кг;
- Диаметр 4 мм, длина стержня 40 мм: вес 1000 шт — 3,05 кг[10].

Предел массы 1000 шурупов с полукруглой головкой диаметром 3 мм составляет от 0,42 кг до 1,3 кг.

## Требуемые отверстия
Отверстие под шуруп сверлится диаметром, составляющим 70 % от диаметра шурупа, на длину его нарезанной части и 100 % диаметра на длину ненарезанной части. В любом случае диаметр отверстия может варьироваться в относительно широких пределах, тогда как под стандартные резьбы винтов или болтов необходимы отверстия строго определённых диаметров. Однако, по сравнению с винтовыми соединениями, резьба, нарезанная шурупом в материале, выдерживает лишь небольшое число повторных закручиваний (до 100 раз), особенно если материал тонкий.
Современные шурупы для дерева обычно можно ввинчивать в мягкую древесину без предварительного сверления. Для винтовых соединений, расположенных близко к краю заготовки, обычно следует выполнить предварительное сверление, как и в случае с использованием твердых пород дерева, чтобы избежать сворачивания головки винта из-за повышенного сопротивления при ввинчивании.
При использовании современных шурупов для деревянных конструкций рекомендуется предварительное сверление отверстий следующих диаметров:
| Внешний диаметр резьбы шурупа | В мягких породах древесины | В твёрдых породах древесины |
| ----------------------------- | -------------------------- | --------------------------- |
| 4                             | 2,5                        | 3                           |
| 4,5                           | 2,5                        | 3,5                         |
| 5                             | 3                          | 3,5                         |
| 6                             | 4                          | 4                           |
| 7                             | 4                          | 5                           |
| 8                             | 5                          | 6                           |
| 10                            | 6                          | 7                           |
| 12                            | 7                          | 8                           |
| 14                            | 8                          | 9                           |